# Uendelighed
 Der er for få eller ingen kildehenvisninger i denne artikel, hvilket er et problem. Du kan hjælpe ved at angive troværdige kilder til de påstande, som fremføres i artiklen.

Uendelighed er et abstrakt begreb, som betegner noget uden ende. Uendelighed bruges indenfor mange felter bl.a. fysik og matematik.

## Historie
Oldtidens kulturer havde vidt forskellige ideer om uendelighed. De gamle grækere og indere havde ingen præcis definition af uendelighed, som man har i den moderne matematik. I oldtiden betragtede man mere uendlighed filosofisk end matematisk.

### De tidlige grækere
Den tidligste kendte ide om uendelighed kommer fra Anaximander, en førsokratiker fra byen Milet. Han brugte ordet ἄπειρον, som betyder endeløst. Den første matematiske forståelse af uendelighed kommer fra Zenon fra Elea. Zenon fra Elea er bedst kendt for sine paradokser om uendelighed (se Zenons paradoks). De er ikke længere opfattet som paradokser, da vi i dag ved, at man kan summere en uendelig række til en endelig værdi.
Euclid (som bevidste, at der er uendelig mange primtal) sagde ikke, at der var uendelig mange primtal, men at der er flere primtal, end der er indeholdt i en given samling tal.

### De tidlige indere
I den matematiske indiske tekst Surya Prajnapti (3.-4. år efter Kristus) klassificeres alle tal i grupperne: Tallige, utallige og uendelige.

### Symbolet for uendelighed
Symbolet for uendelighed blev introduceret af John Wallis i 1655. Der går rygter om, hvad det symbol symboliserer. Fx at det skal forstille en slange, der bider sig selv i halen.

### Forskellige størrelser af uendelighed
I 1866 fik Georg Cantor ideen om at uendeligheder kunne have forskellige størrelser. Hans arbejde udgør noget fundamentalt i moderne matematik. Leopold Kronecker, Cantors tidligere professor var skeptisk over for denne ide og udviklede derfor finitisme. Finitisme er matematik-filosofien, som ikke accepterer uendelige matematiske objekter (tal, mængder osv.). Finitismen mener fx at alle naturlige tal eksisterer, men mængden af de naturlige tal kan ikke betragtes som et matematisk objekt.

## Matematik

### Uendeligheder som tal
Uendeligheder er nogle gange betragtet som tal; dog er en uendelighed ikke et reelt tal. En taltype, som tillader uendeligheder, er de surreelle tal.
Uendeligheder er heller ikke fysisk eksisterende og betegner i praksis ofte, at man ikke kender enden. 

### Mængdelære
I mængdelæren har uendeligheder forskellige størrelser. Den mindste uendelighed er "antallet" (kardinaliteten) af naturlige tal.
En mængde er uendelig (den har uendeligt mange elementer), hvis der eksisterer en ægte delmængde af mængden (en delmængde, der ikke indholder alle elementer i mængden), der har samme kardinalitet som mængden selv. Det vil sige, at der eksisterer en bijektion fra A til B, hvor B ⊂ A.
Forestil dig fx mængden af de naturlige tal (ℕ) og mængden af kvadrattal. Der eksisterer en bijektion fra de naturlige tal til kvadrattalene: f(x)=x², da for ethvert element i ℕ findes der et tilsvarende element i kvadrattallene (f(n)=n²), samtidigt med at kvadrattalene er ægte delmængde af de naturlige tal. Derfor er antallet af naturlige tal uendeligt.
Denne definition blev udviklet af Georg Cantor, som løsning på Galileos paradoks (beviset af at der er lige så mange naturlige tal som kvadrattal). Denne definition er mærkelig, da kardinalitet normalt forstås som størrelsen af en mængde (da det er lig antallet af elementer i en endelig mængde, derfor "antages" det at det også er i uendelige mængder), og det vil være rationelt at sige, at den ægte delmængde af en mængden er mindre end selve mængden, men dette gælder kun for endelige mængder, en måde dette fænomen kan forklares på er ved at sige, at der altid vil eksistere en ægte delmængde, som kun er et endeligt antal elementer mindre end den oprindelige mængde (fx en delmængde, hvor kun et element er fjernet), og da et endeligt tal er uendeligt småt i forhold til en uendelighed, har det ingen betydning (limu→∞u-n = limu→∞u) og mængden vil stadig have samme størrelse.
I mængdelæren taler man om tællelige og overtællelige mængder. En tællelig mængde er en mængde, som har samme kardinalitet som de naturlige tals mængde, og en overtællelig mængde er en mængde med højere kardinalitet. Eksempler på tællelige mængder er de naturlige tal, de rationale tal, primtallene og de beregnelige tal. Eksempler på overtællelige mængder er de reelle tal, Russells mængde (fra Russells paradoks), irrationale tal og ethvert interval af reelle tal.

### Reel analyse
I reel analyse betegner symbolet, ∞ (kaldet uendelig), et tal, som går imod uendelig, altså {\displaystyle \infty =\lim _{u\to \infty }u}. Denne uendelighed har ingen "størrelse" og er derfor entydig. Denne notation bruges f.eks. til summationer og integraler:
{\displaystyle \int _{-\infty }^{\infty }\,f(x)\ dx\ } betyder hele arealet under kurven af f(x).
{\displaystyle \int _{a}^{b}\,f(x)\ dx\ =\infty } betyder at arealet fra {\displaystyle a} til {\displaystyle b} under kurven af {\displaystyle f(x)}er uendeligt.
{\displaystyle \sum _{i=0}^{\infty }\,f(i)} betyder summen af f(i) over i for alle naturlige tal inklusiv 0.
{\displaystyle \sum _{i=0}^{\infty }\,f(i)=\infty } betyder at summen ikke konvergerer, men går imod uendelig.
Derudover betyder dx (i integraler) en infinitesimal altså en "uendeligdel". Hvis man undlader dx vil integralet ofte blive uendeligt.

### Kompleks analyse
I kompleks analyse er "uendelig" også en approksimation, men denne gang er z uendeligt, hvis |z|→∞. Dette kan visualiseres som en cirkel med en uendelig radius på den komplekse plan.

## Fysik

### Rum og tids størrelse
Rummet og tiden har tidligere været betragtet som uendelige størrelser.
Det klassiske græske argument for rummets uendelighed er: hvis en person står ved universets ende og kaster et spyd mod det, kan en af to ting ske: a) spyddet flyver ud over universets grænse, b) spyddet møder modstand. I første tilfælde var grænsen ikke en reel grænse, og i det andet tilfælde må man formode, at dét der hindrede spyddet, selv ligger på den anden side af grænsen.
Rummets topologi er dog stadigt ukendt. Der er to hovedteorier om rummets topologi: den første teori påstår at rummet er en lukket topologi, hvilket betyder at rummet er endeligt og hvis man rejser til enden af rummet vil man bare "komme tilbage" fra den anden side, den anden teori påstår at rummet er en næsten flad (ikke helt flad pga. rumtidskrumninger) "plade", som har en uendelig overflade.